# Spiranthes lucida
Spiranthes lucida là một loài thực vật có hoa trong họ Lan. Loài này được (H.H.Eaton) Ames miêu tả khoa học đầu tiên năm 1908.